# Olympische Winterspiele 2018/Teilnehmer (Aserbaidschan)
| Gelbes Symbol für Goldmedaillen mit stilisierten Olympischen Ringen | Graues Symbol für Silbermedaillen mit stilisierten Olympischen Ringen | Braundes Symbol für Bronzemedaillen mit stilisierten Olympischen Ringen |
| ------------------------------------------------------------------- | --------------------------------------------------------------------- | ----------------------------------------------------------------------- |
| —                                                                   | —                                                                     | —                                                                       |

Aserbaidschan nahm an den Olympischen Winterspielen 2018 in Pyeongchang mit einem Sportler im Ski Alpin teil. Es war die sechste Teilnahme Aserbaidschans bei Olympischen Winterspielen sein. Patrick Brachner, der Fahnenträger bei der Eröffnungsfeier war, startete im Slalom.

## Teilnehmer nach Sportart

### Ski Alpin
| Athleten         | Wettbewerbe | 1. Lauf | 2. Lauf       | Gesamt        | Gesamt        |
| Athleten         | Wettbewerbe | Zeit    | Zeit          | Zeit          | Rang          |
| ---------------- | ----------- | ------- | ------------- | ------------- | ------------- |
| Männer           |             |         |               |               |               |
| Patrick Brachner | Slalom      | DNF     | ausgeschieden | ausgeschieden | ausgeschieden |